# Cruz Azul Hidalgo
A Cruz Azul Hidalgo a mexikói Hidalgo állambeli Tula de Allende község labdarúgócsapata, mely jelenleg a harmadosztályú bajnokságban szerepel. Az együttes a mexikóvárosi „nagy csapat”, a Cruz Azul fiókcsapata.
Stadionjuk a 17 000 férőhelyes Estadio 10 de Diciembre, melyet 1964. július 12-én avattak fel.

## Története
A jelenleg Mexikóváros székhellyel működő Cruz Azul csapatát eredetileg Hidalgo államban alapították, így történetéből fakadóan a „nagy” csapat mindmáig kötődik az államhoz. A Cruz Azul Hidalgo fiókcsapatukat is ott hozták létre 1993-ban. Ez a csapat 1995-ben megnyerte a harmadosztályt, majd a tulajdonosok 2003-ban Oaxaca de Juárez városába költöztették őket. Ekkor nevük Cruz Azul Oaxaca volt, de 3 év múlva visszatértek Hidalgóba.
A másodosztályú bajnokság 2014-es Clausura idényében a kieső helyen végző Zacatepec felvásárolta a Cruz Azul Hidalgót, így ez utóbbi csaknem megszűnt, a Zacatepec pedig megtartotta másodosztályú tagságát. Végül az ügy úgy zárult, hogy a Cruz Azul Hidalgo megszűnés helyett a harmadosztályba esett vissza.